# Sten Priinits
Sten Priinits (né le 10 novembre 1987 à Haapsalu) est un escrimeur estonien. C'est le petit-fils d'Endel Nelis.

## Carrière
Priinits fait partie de l'équipe d'Estonie médaillée d'argent aux championnats d'Europe d'escrime 2015 à Montreux. Durant cette compétition, les Estoniens, seulement seizièmes mondiaux et onzième équipe européenne au classement FIE, surprennent tour à tour la Russie (no 3, 45-36) et la Suisse (no 2, 42-41) pour rejoindre la finale, durant laquelle ils sont battus par l'équipe de France (32-45). 
Priinits compte en individuel une troisième place sur le circuit coupe du monde, en 2010 à Lisbonne, ainsi qu'un quart de finale aux championnats du monde 2014 à Kazan.
Longtemps dans l'ombre de Nikolai Novosjolov, meilleur épéiste estonien de son temps, Priinits a dû attendre la retraite de ce dernier pour obtenir pour la première fois une chance de représenter son pays aux Jeux olympiques en 2021, après une coupure de trois saisons de coupe du monde, en disputant le difficile tournoi de qualification européen. Après une victoire contre l'ex-champion d'Europe Yuval Freilich, il est battu en demi-finale du tournoi par l'inattendu Suédois Jonathan Svensson.

## Palmarès
- Championnats d'Europe
  -  Médaille d'argent par équipes aux championnats d'Europe 2015 à Montreux

## Classement en fin de saison
| Année | 2005 | 2006 | 2007 | 2008 | 2009 | 2010 | 2011 | 2012 | 2013 | 2014 | 2015 | 2016 | 2017       | 2018       | 2019       | 2020 | 2021 | 2022 |
| ----- | ---- | ---- | ---- | ---- | ---- | ---- | ---- | ---- | ---- | ---- | ---- | ---- | ---------- | ---------- | ---------- | ---- | ---- | ---- |
| Rang  | 494  | 558  | 603  | 372  | 48   | 67   | 147  | 151  | 62   | 22   | 55   | 37   | Non-classé | Non-classé | Non-classé | 54   | 73   | 106  |